# Агус, Ирвинг Абрахам
Агус Ирвинг Абрахам (Агушевич Ицхак) (англ. Agus Irving A., 20 февраля 1910, Свислочь, Гродненской губернии — 18 июля 1984, Нью-Йорк) — деятель в области еврейского образования, специалист в области еврейской истории в средние века. Почетный профессор Иешива-университета.

## Биография
Родился в многодетной семье раввина и шохета Иехуды-Лейба Агушевича и Бейлы Березницкой (из пресловутой семьи Каценеленбоген). Получил традиционное еврейское религиозное образование в иешиве «Тахкемони» в Белостоке. В середине 1920-х гг. семейство Агушевичей эмигрировало в Эрец-Исраэль. В 1926-27 учился в Еврейском университете. Вскоре (1927) отцу семейства было предложено должность раввина синагоги в Ист-Сайде и семья окончательно обосновалась в США. Окончил Нью-Йоркский университет в 1932, а в 1937 получил докторскую степенью в Дропси-колледже. Преподавал еврейскую историю в Иешива-университете с 1944 плоть до своей отставки в 1977. В 1939-45 руководитель Общества барона Гирша в Мемфисе; 1945-47 — иешивы в Лонг-Айленде; 1947-49 — Института исследований Торы и Талмуда им. Гарри Фишеля («Институт Ариэль») в Иерусалиме; 1949-51 — Академии Экиба в Филадельфии. Издатель «Jewish Quarterly Review».

### Произведения
- Rabbi Meir of Rothenburg (1947);
- Responsa of the Tosaphists (1954);
- Dibrei Yemei Yisrael, 2 vols. (1957—1967);
- Urban Civilization in Pre-Crusade Europe (1965);
- The Heroic Age of Franco-German Jewry (1969)